# Gardenia pinnata
Gardenia pinnata là một loài thực vật có hoa trong họ Thiến thảo. Loài này được (Blanco) Merr. mô tả khoa học đầu tiên năm 1905.